# جاي كريستوفر فلاورز
جاي كريستوفر فلاورز (بالإنجليزية: J. Christopher Flowers)‏ هو شخصية أعمال أمريكي، ولد في 27 أكتوبر 1957 في كاليفورنيا في الولايات المتحدة.